# Međunarodna unija za bazičnu i kliničku farmakologiju
Međunarodna unija za bazičnu i kliničku farmakologiju, (engl. International Union of Basic and Clinical Pharmacology, IUPHAR), je volonterska, neprofitna asocijacija koja zastupa interese naučnika u farmakologiji-srodnim poljima da bi se omogućili bolji lekovi putem globalnog obrazovanja i istraživanja širom sveta.

## Istorija
Organizacija je osnovana 1959. kao sekcija Međunarodne unije za fiziološke nauke. IUPHAR je postala nezavisna organizacija 1966. Ona je član Međunarodnog saveta za nauku (ICSU).  Prvi svetski kongres za farmakologiju je održan u Stokholmu, Švedska 1961. i nakon toka se održava svake tri godine. Nakon 1990 kongresi se održavaju svake četvrte godine. Ti sastanci pored predstavljanja najnovijih farmakoloških istraživačkih dostignuća, tehnologije, i metodologije, takođe služe kao forum za internationalnu kolaboraciju i razmenu ideja. Generalna skupština, koja se sastoji od delegata iz učlanjenih udruženja, zaseda tokom kongresa tako da učlanjena udruženja imaju mogućnost da izaberu izvršni komitet i da glasaju po pitanjima uprave i aktivnosti unije.

## Literatura
1. ↑  „IUPHAR - International Union of Basic and Clinical Pharmacology”. Архивирано из оригинала 26. 07. 2011. г.
2. ↑  Pertwee RG, Howlett AC, Abood ME, Alexander SP, Di Marzo V, Elphick MR, Greasley PJ, Hansen HS, Kunos G, Mackie K, Mechoulam R, Ross RA (2010). „International Union of Basic and Clinical Pharmacology. LXXIX. Cannabinoid receptors and their ligands: beyond CB₁ and CB₂”. Pharmacological Reviews. 62 (4): 588—631. PMID 21079038. doi:10.1124/pr.110.003004.
3. ↑  „2010-2014 Executive Committee Meeting Minutes” (PDF).

## Spoljašnje veze
- Međunarodna unija za bazičnu i kliničku farmakologiju (IUPHAR)
- baza podataka za GPCR receptore i jonske kanale Архивирано на веб-сајту  (23. март 2019)
- nomenklatura Архивирано на веб-сајту  (3. март 2016)
- Inicijativa farmakologija afriku Архивирано на веб-сајту  (9. јануар 2016)